# Canal Mallarauco
El canal Mallarauco es un cauce artificial de agua desviada desde el Río Mapocho construida entre 1873 y 1893 por José Patricio Larraín Gandarillas para regar 7500 hectáreas del valle de Mallarauco convirtiéndolas de secano a zona de riego, en la zona central de Chile. Su construcción fue de enorme importancia para el progreso de la agricultura chilena, sobre todo de la región de Santiago.: 18 

## Trayecto

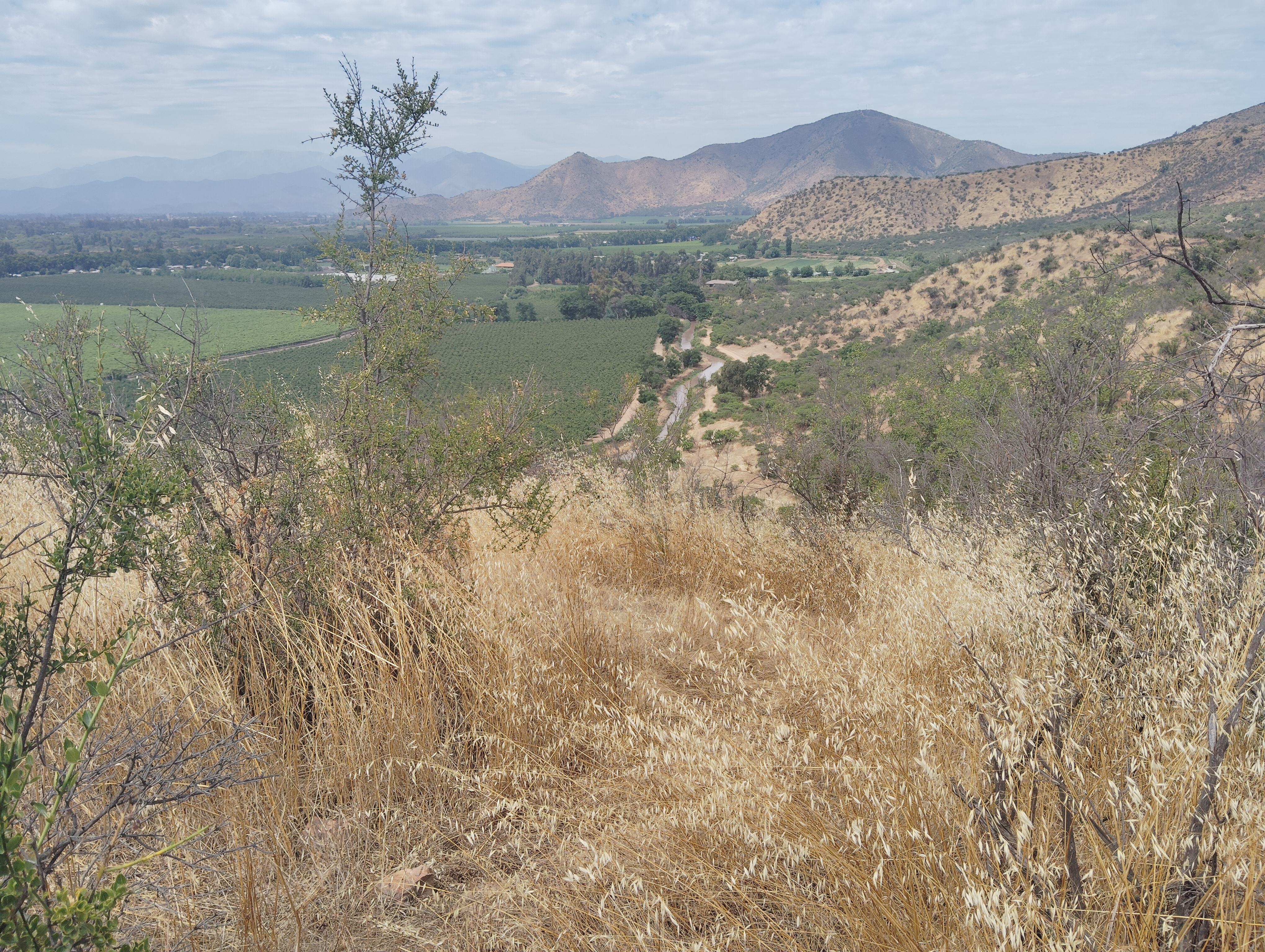
Canal Mallarauco visto desde las laderas del cerro las Buitreras. Se puede apreciar claramente la importancia cultural y económica del canal. En la parte superior izquierda de la foto están los terrenos cultivados con el riego del canal que dan prosperidad a los agricultores y verduras y frutas a la zona del gran Santiago. A la derecha y en la parte inferior los terrenos cerro arriba con vegetación autóctona, boldos y espinos.

Tras entrar al valle de Mallarauco el canal se bifurca en un canal Sur y uno Norte. Este último abastece el flujo hidráulico de la central hidroeléctrica Canal Mallarauco. Tras el riego de los cultivos, las aguas fluyen en el río Pangue.

Canales de riego Mallarauco y Las Mercedes al oeste de Santiago de Chile.

## Televisión
La serie de televisión documental Mitos y Leyendas de Peñaflor indaga sobre Patricio Larraín Gandarillas al contar las hazañas que vivió al construir el Canal, como su obra le dio forma a la comuna de Peñaflor, y sobre todo explora los mitos que circunda en torno a su persona que relacionan su fortuna con un pacto con el diablo.